# James Douglas (Schauspieler)
James B. Douglas (* 20. Mai 1929 in Los Angeles, Kalifornien; † 5. März 2016 in Bethlehem, Connecticut), geboren als Stanley Douglas Johnson, war ein US-amerikanischer Schauspieler. Einige Quellen geben als Geburtsdatum den 16. Dezember 1933 an (Library of Congress, VIAF).

## Leben
Douglas wurde als eines von zwei Kindern des Künstlers und Schauspielers Stanley Francis „Stan“ Johnson und seiner Frau Leola Ysobel Honea in Los Angeles geboren, wo er früh sein Interesse für die Schauspielerei entdeckte. Er hatte eine Schwester namens Jill Janice. Er besuchte die University of California, Los Angeles und diente später in der United States Army.
Mit der Schauspielerin Dawn Busby (1951–1996) war Douglas 45 Jahre lang verheiratet. Das Paar hatte zwei Töchter und einen Sohn: Kimberly Dawn, Taryn Dina und Cort Michael.
Nach dem Ende seiner Karriere vor der Kamera zog das Paar nach Bethlehem im US-Bundesstaat Connecticut. Bereits Anfang der 1980er gründeten Dawn und James Douglas zusammen mit der zum Starlet gewordenen Benediktinerin Dolores Hart, die durch den ersten Leinwandkuss von Elvis Presley in Gold aus heißer Kehle im Jahr 1957 berühmt geworden war, die Act Association. Sie führte Stücke von William Shakespeare, musikalische Revuen und andere Werke auf der The Gary–The Olivia auf, einer 1982 mit Hilfe der Schauspielerin Patricia Neal erbauten Freilichtbühne mit 200 Plätzen auf dem Gelände der Abtei von Regina Laudis.
James Douglas starb im Jahr 2016 im Alter von 86 Jahren und wurde auf dem Friedhof der Abtei beigesetzt.

## Leben und Karriere
Einen ersten Auftritt vor der Kamera hatte er 1956 – im Alter von 27 Jahren – als Kadett Walsh in der Fernsehserie West Point.
Nach anfänglich unsicheren Jahren, in denen die Familie überlegte aus Hollywood nach Carmel-by-the-Sea zu ziehen, folgte eine Rolle in der Peyton Place. Douglas wurde vor allem für die Darstellung des Anwalts Steven Cord in rund 400 Folgen der Seifenoper bekannt, die auf dem gleichnamigen Roman von Grace Metalious aus dem Jahr 1956 basierte. 1985 kehrte er für den Fernsehfilm Peyton Place: The Next Generation noch einmal in seine Rolle zurück. Sein Vater war der künstlerische Leiter der Serie. Zu dieser Zeit lebte die Familie in Encino.
In einem Interview mit Vernon Scott am 25. August 25 1968, einem ehemaligen Korrespondenten von United Press International, äußerte sich Douglas zu seiner Rolle in Peyton Place, für die er dankbar war:

“I joined the show in 1965 after it had been on the air nine months. It was episode 77. […]  Now, 400 episodes later, I think I’ve had enough.”

„Ich kam 1965 zu der Sendung, nachdem sie neun Monate lang ausgestrahlt worden war. Das war Folge 77. […] Jetzt, 400 Folgen später, denke ich, dass ich genug habe.“

Eine weitere wiederkehrende Rolle war die von Elliott Carrington in den Jahren 1972 und 1973 in Another World. Zwischen 1976 und 1989 spielte er wieder einen Anwalt, Grant Colman aus Oakdale, in 17 Folgen von Jung und Leidenschaftlich – Wie das Leben so spielt und zwischen 1985 und 1987 den Arzt Doctor Marcus Polk in Liebe, Lüge, Leidenschaft – seine letzte Rolle vor der Kamera.
1999 war James Douglas an der Seite seiner Nachbarin Patricia Neal in Oliver Goldsmiths 1773 erschienener Sittenkomödie She Stoops to Conquer auf der Freilichtbühne The Gary–The Olivia zu sehen.
Im deutschen Sprachraum wurde Douglas unter anderem von Christian Brückner, Gerd Duwner, Lothar Hinze, Manfred Rahn und Herbert Stass synchronisiert.

## Filmografie (Auswahl)

### Film
- 1957: Die Nacht kennt keine Schatten (Fear Strikes Out)
- 1957: Warum hab’ ich ja gesagt?
- 1957: Beginning of the End
- 1957: Land ohne Männer (Until They Sail)
- 1957: Ein Leben im Rausch (The Helen Morgan Story)
- 1957: Wenn Männer zerbrechen (Time Limit)
- 1958: The Space Children
- 1958: As Young as We Are
- 1960: Café Europa
- 1961: Massaker im Morgengrauen
- 1962: Süßer Vogel Jugend
- 1962: Octavius and Me (Fernsehfilm)
- 1970: Gefahr aus der Luft (A Clear and Present Danger; Fernsehfilm)
- 1981: Herzchirurg Dr. Vrain (Threshold)
- 1985: Peyton Place: The Next Generation (Fernsehfilm)

### Fernsehen
- 1956–1957: West Point (The West Point Story)
- 1957: Wenn man Millionär wär (The Millionaire; auch: If You Had a Million)
- 1957–1959: Wyatt Earp greift ein (The Life and Legend of Wyatt Earp)
- 1957–1959: Polizeibericht
- 1958: Bronco
- 1958: Flight
- 1959: Vater ist der Beste
- 1959: Dezernat M
- 1959: Adventures in Paradise
- 1959–1960: Im wilden Westen (Death Valley Days)
- 1960: International Detective
- 1960: Philip Marlowe
- 1960–1962: Kein Fall für FBI
- 1962: Mutter ist die Allerbeste
- 1964: Katy (The Farmer’s Daughter)
- 1965: 12 O’Clock High
- 1965–1969: Peyton Place
- 1971: The Man and the City
- 1972: Der Chef
- 1972: The Bold Ones: The New Doctors
- 1972–1973: Another World
- 1974: The ABC Afternoon Playbreak
- 1976–1989: Jung und Leidenschaftlich – Wie das Leben so spielt
- 1982: The Doctors (1963–1982)
- 1984: The Edge of Night
- 1985: Spenser
- 1985–1987: Liebe, Lüge, Leidenschaft

## Theater (Auswahl)
- 1999: She Stoops to Conquer (The Gary–The Olivia, Abbey Of Regina Landis, Connecticut)[3]